# هیو الس
هیو الس (انگلیسی: Hugh Elles؛ ۲۷ مه ۱۸۸۰ – ۱۱ ژوئیهٔ ۱۹۴۵) فرد نظامی اهل بریتانیا بود. وی همچنین برندهٔ جوایزی همچون لژیون دونور (شوالیه) و صلیب نظامی ۱۹۱۴-۱۹۱۸ (فرانسه) شده‌است.